# Высокое (Корюковский район)
Высо́кое (укр. Високе) — село в Корюковском районе Черниговской области Украины. Население 26 человек. Занимает площадь 0,335 км².
Код КОАТУУ: 7422485503. Почтовый индекс: 15314. Телефонный код: +380 4657.

## Власть
Орган местного самоуправления — Наумовский сельский совет. Почтовый адрес: 15314, Черниговская обл., Корюковский р-н, с. Наумовка, ул. Шевченко, 91.